# M8裝甲車
M8裝甲車（英語：M8 light armored car)是美國福特汽車於二戰時期生產的六輪傳動裝甲車，主要裝備歐洲和遠東地區美軍及英軍，英軍把M8取名為「灰狗」（Greyhound），德軍稱其為「巴頓將軍的幽靈」。直至2006年，一些第三世界國家仍有M8服役。

## 開發歷史
1941年7月，美國軍械署有意開發新型驅逐戰車替換M6驅逐戰車，美軍要求該新型驅逐戰車需配備裝設37公厘炮的封閉式炮塔、炮塔裝有同軸機槍及車頂防空機槍的6輪車輛，裝甲可抵禦側面0.30英寸子彈、正面0.50英寸子彈的防禦標準。最後有三家公司提交樣車，包括斯图贝克的T21、福特汽車的T22和克萊斯勒汽車公司的T23，三家公司的原型車無論是性能或是外觀均沒有太大分別。直至1942年4月，美國軍方決定採用T22E2（T22改良型）並命名為M8輕型裝甲車（M8 Light Armored Car），英軍取名為灰狗，不過通過決標時前線傳回來的情報顯示37公厘炮已經無法對德軍戰車造成實質傷害，M8無法承擔驅逐戰車的任務，因此美軍將M8裝甲車配備給偵蒐單位。受到任務調整及合約更換的拖延，M8直到1943年才進入量產階段。
M8在正式推出前又經歷了多次改進，一直延遲至1943年3月才投入量產，至1945年6月停止，共生產了8,523輛（不計算衍生型M20）。

## 設計
M8的武器為M6 37毫米炮（配M70D望遠式瞄準鏡）、一門.30口徑白朗寧M1919同軸機槍和一門安裝開放式炮塔上的白朗寧M2防空機槍，4名車組成員包括車長、炮手兼裝填手、無線電通信員（有時兼作駕駛員）及駕駛員，駕駛員和無線電通信員的座位位於車體前端，可打開裝甲板直接觀察路面環境，車長位於炮塔右方，炮手則位於炮塔正中間。
M8可備80發37毫米炮彈（如加裝第二部無線電通訊器則備彈量減小，有時只有16發）、1500發.30機槍彈和400發.50機槍彈，車體外有4個煙霧彈發射器（配M1或M2煙霧彈），車體內有6枚地雷（反坦克或高爆地雷），另外備有16枚手榴彈，車組成員亦備有半自動的M1卡賓槍。
M8的整個車殼皆裝有3毫米的裝甲板，而車體正面及炮塔的裝甲板厚19毫米，採用Hercules JXD 6缸320 cu.inl點燃式發動機，最高時速達每小時90公里，其59加侖油缸可持續運行563公里。

## 服役歷史

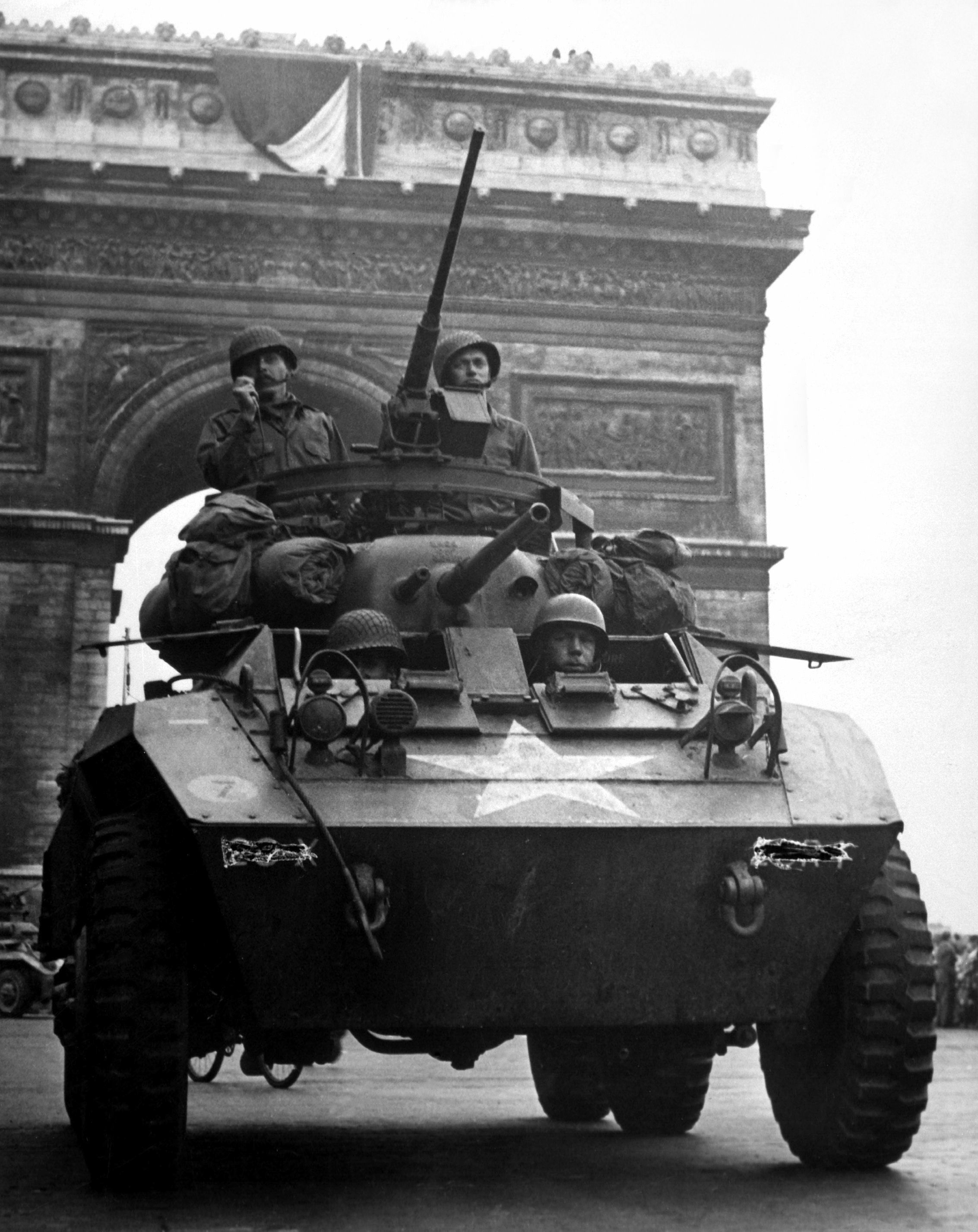
位於法國巴黎凱旋門下的美軍M8，1944年8月

M8在美軍中主要配備給裝騎營，這種偵查單位在步兵師、裝甲師，或是某些機械化團級單位均有編制，它們的任務強調敏捷性及速度，火力與防護力屬次要考慮問題。因此每輛M8裝甲車都配備了可以和師級等上級指揮單位直通的遠程無線電，提供野戰指揮官即時情資，也配備可和營連級橫向聯繫的短程無線電。
M8的首次作戰是在1943年的意大利戰場，及後服役於歐洲和遠東地區美國陸軍部隊，在亞洲戰場時由於日軍坦克及裝甲車的裝甲薄弱，M8甚至成為反坦克武器，超過1000架通過租借法案提供給英國、法國和巴西。
美軍及英軍的M8主要用作偵察、反步兵用途，而意大利和北歐戰場因為山區較多，M8的越野性能亦受到車組成員的批評，指車輛應付地雷、泥漿、雪地和深坑的能力不足，他們認為M8更適合平地作戰，英軍甚至會在車內地板放置沙包以減低地雷所造成的傷害，還有其他批評指M8不適合作火力支援任務。
美國陸軍在1943年早期已開始提出取代M8的裝甲車，包括在1944年夏天推出的Studebaker T27和雪佛蘭的T28，兩者皆比M8更為優秀，但當時已無須新型裝甲車服役。二戰後，美國陸軍的M8主要用作佔領區的巡邏和維持治安用途，後來的韓戰只服役一段短時間便退役了，一批退役的M8轉交給美國警隊作防暴裝甲車，一直服役至1990年代，法國在二戰後至法越戰爭前亦有採用。美國、英國和法國的M8大部份已交給北約部隊及第三世界國家，直至2002年，非洲及南美仍然可見M8的蹤影。
除美國、英國和法國外，其他使用國還有阿爾及爾、奧地利、比利時、貝寧、巴西、布基納法索、喀麥隆、哥倫比亞、塞浦路斯、薩爾瓦多、埃塞俄比亞、德國、希臘、危地馬拉、海地、伊朗、意大利、牙買加、馬達加斯加、墨西哥、摩洛哥、尼日爾、挪威、巴拉圭、秘魯、菲律賓、葡萄牙、沙特阿拉伯、塞內加爾、韓國、南越、中華民國、泰國、多哥、突尼斯、土耳其、委內瑞拉、南斯拉夫、扎伊爾。

### 中華民國使用

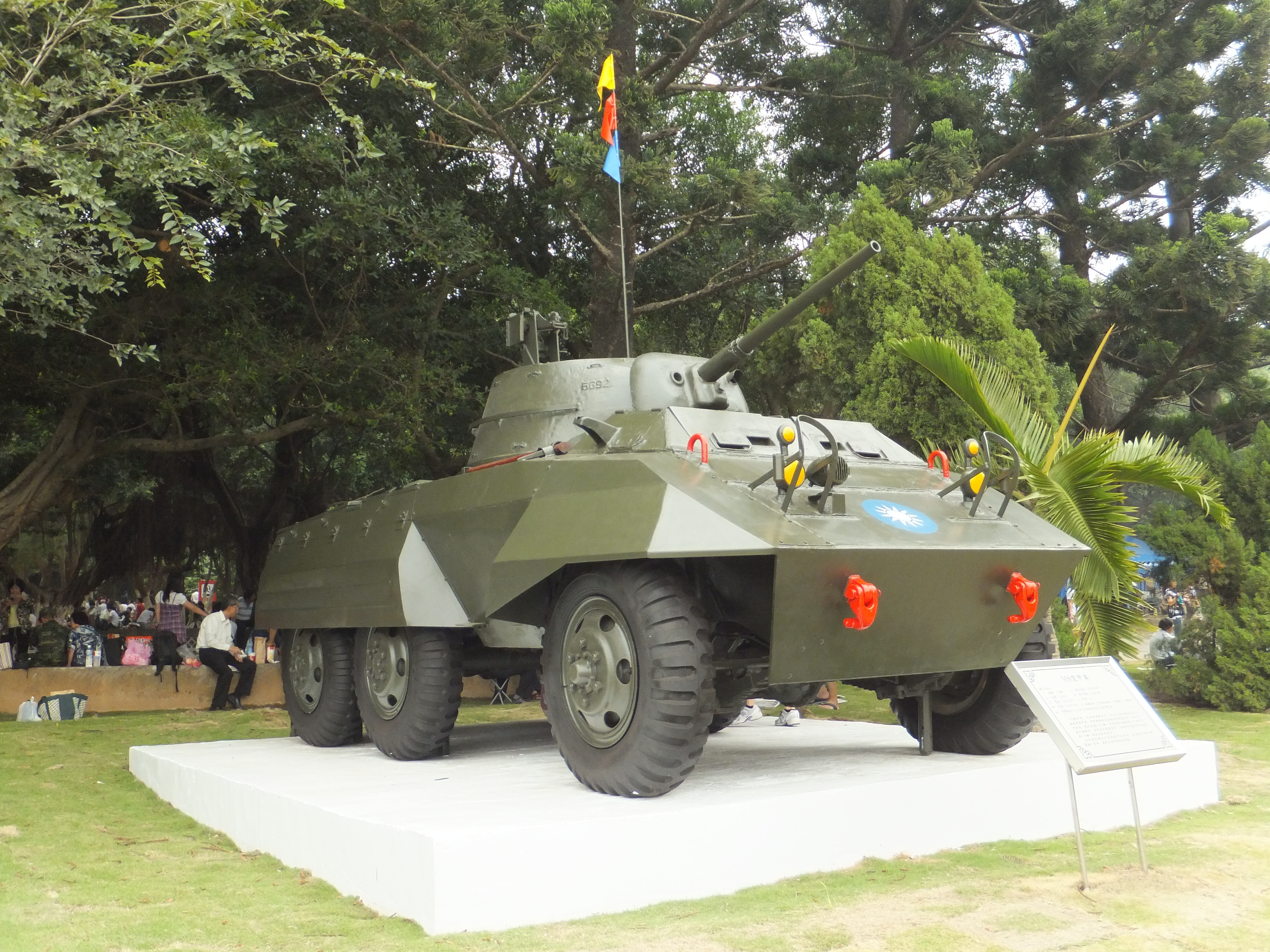
成功嶺內展示中華民國陸軍除役的M8裝甲車

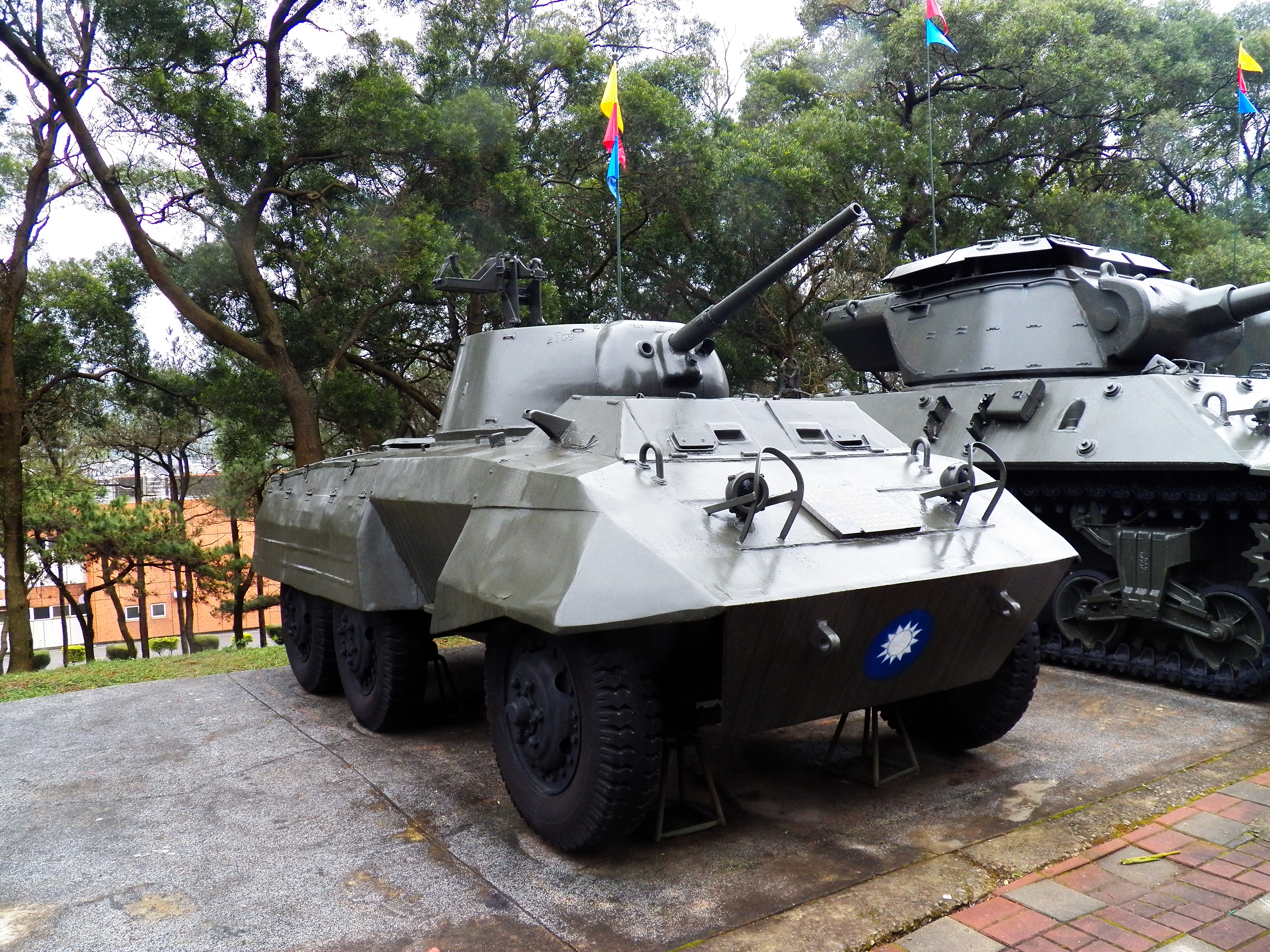
湖口裝甲兵學校收藏的除役M8裝甲車

1950年代由美援獲得，分配中華民國陸軍與中華民國海軍陸戰隊使用，使用至民國66年淘汰。
此外內政部警政署於民國44年自陸軍接收10輛M8裝甲車 ，全數配置於「臺灣省警務處直屬警察大隊裝甲車中隊」(簡稱「省警直裝」)，至解嚴初期再分遣1小隊(3輛)駐守桃園國際機場，兩地採兩個月輪調來進行換防作業。此外，每年在北部的裝訓基地進行專長訓練。            
民國88年秋天，這10輛老邁的M8裝甲車被火車載進了南投集集鎮軍方的「戰發中心」(現已改制為「兵整中心」)報廢除役。

## 型號

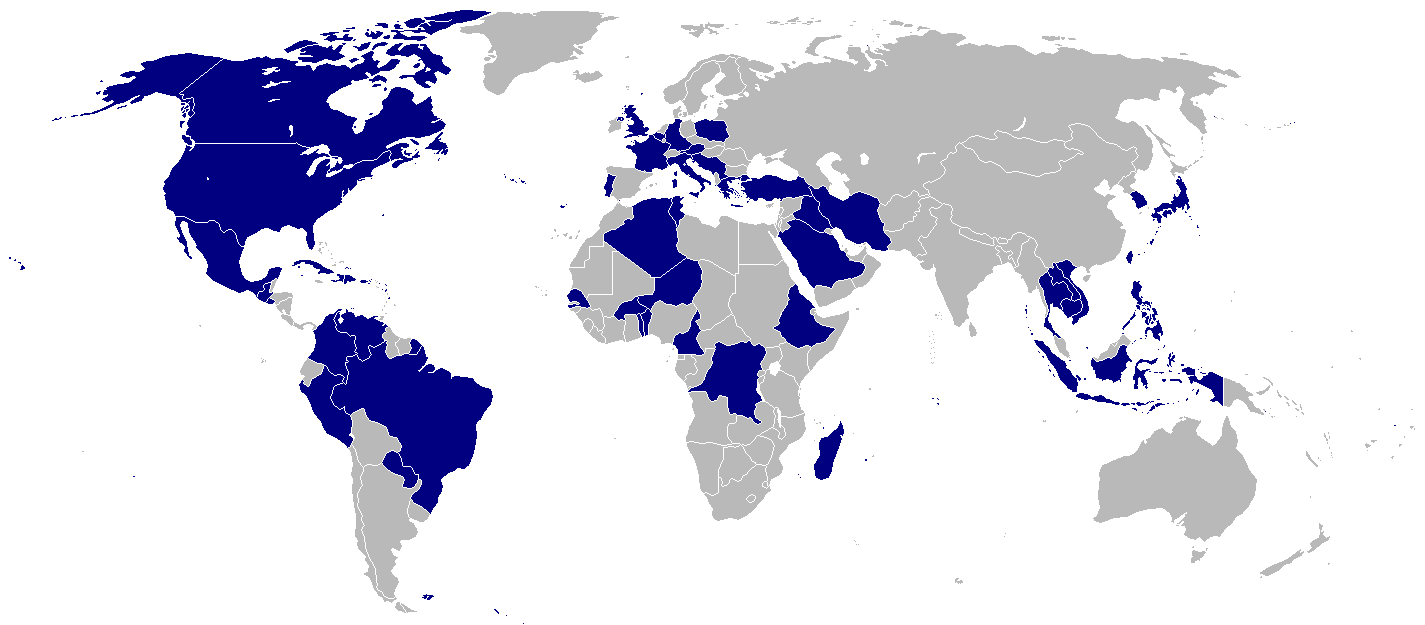
使用国

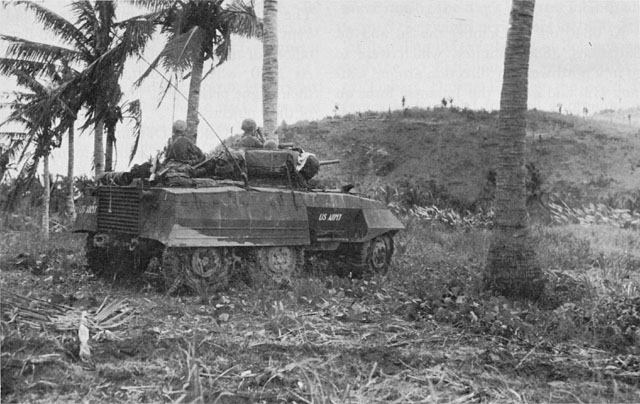
雷伊泰島戰役中的美軍M8

- T22早期型
- M8量產型
- M20車身壓低型
- T69防空型

- T22輕型裝甲車

早期樣車。
- T22E1輕型裝甲車

4x4樣車。
- T22E2輕型裝甲車

後期樣車，與正式生產的M8相同。
- M8輕型裝甲車

正式生產型。
- M8E1輕型裝甲車

改進了懸掛系統，於1943年生產了2架。
- M20通用裝甲車

M20通用裝甲車（M20 Armored Utility Car）又名M20偵察車（M20 Scout Car），是以M8拆除炮塔，改用開放式.50白朗寧M2防空機槍塔，車體高度大幅降低，機動性高和速度更高，有效對抗小口徑武器及砲彈碎片，車內亦備有巴祖卡火箭筒以提高車組成員的反裝甲能力。M20主要用作指揮和前線偵察任務，亦有用作裝甲運兵車及物資運送用途。
M20原本名為M10通用裝甲車，但因與M10狼獾驅逐戰車同名而被更改，在1943年至1944年間，福特汽車共生產了3,680架M20。

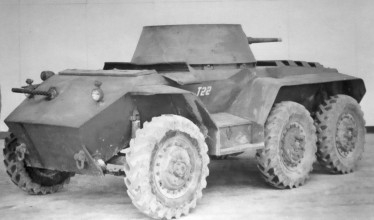
T22早期型
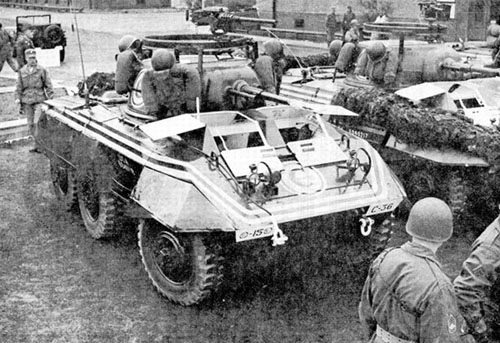
M8量產型
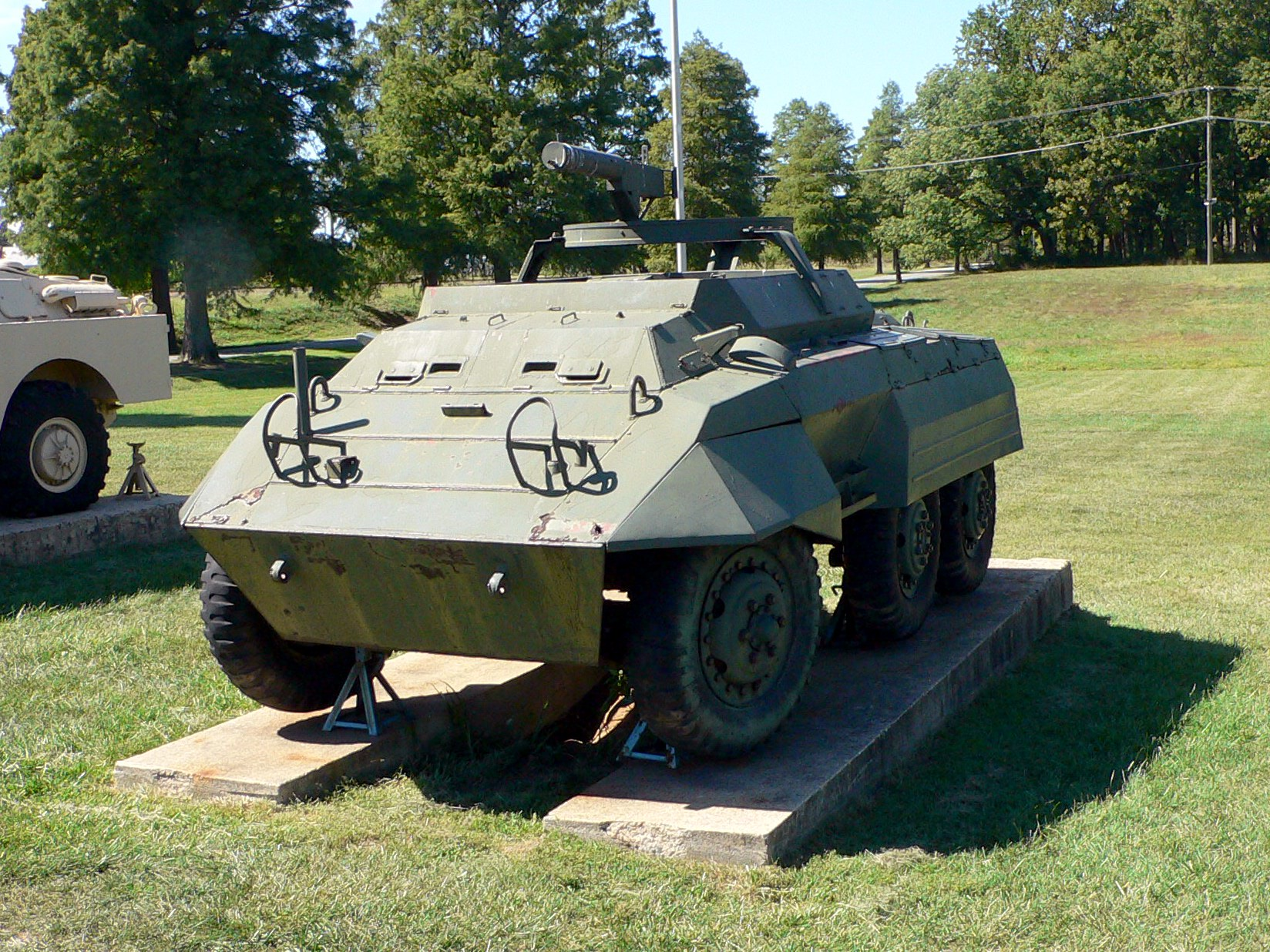
M20車身壓低型
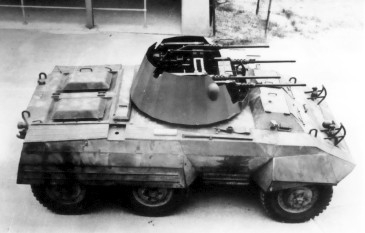
T69防空裝甲車

1943年後期的M8防空衍生試驗型，裝有四聯裝白朗寧M2重機槍及Maxson制造的M45防空機槍塔，後因M16 MGMC的出現而中止計劃。
- M8拖式飛彈驅逐戰車

由美國NAPCO推出的M8改良型，炮塔上的武器改為BGM-71拖式飛彈發射器及一門白朗寧M2重機槍，哥倫比亞亦有裝備。
- 法國升級型

M8及M20的法國升級型，改用Panhard AML-90的H-90炮塔。
- CRR Brasileiro

巴西陸軍工程協會（Brazilian Army Engineering Institute (IME)）在1968年的一架M8改進型，拆除中軸及改用OM-321 120匹發動機，但因質量問題，最終沒有生產。

## 流行文化

### 電子遊戲
- 戰爭雷霆
- 應徵入伍